# Налия
Налия (англ. Naliya, хинди नलिया, гудж. નલિયા) — небольшой город в западной части Индии, в штате Гуджарат, на территории округа Кач. Административный центр талуки Абдаса.

## География
Город находится в северо-западной части Гуджарата, на полуострове Кач, на высоте 19 метров над уровнем моря.
Налия расположена на расстоянии приблизительно 386 километров к западу от Гандинагара, административного центра штата и на расстоянии 1020 километров к юго-западу от Нью-Дели, столицы страны.

## Климат
Климат характеризуется как аридный жаркий (BWh в классификации климатов Кёппена). Среднегодовая температура воздуха составляет 26,3 °C. Средняя температура самого холодного месяца (января) составляет 18,8 °С, самого жаркого месяца (июня) — 31,2 °С. Расчётная многолетняя норма осадков — 379 мм. В течение года количество осадков распределено неравномерно, основная их масса выпадает в период с июня по октябрь. Наибольшее количество осадков выпадает в июле (161 мм).

## Демография
По данным официальной переписи 2011 года, население составляло 11 415 человек, из которых мужчины составляли 51,7 %, женщины — соответственно 48,3 %. Дети в возрасте до 6 лет составляли 15,1 %. Уровень грамотности населения составлял 60,4 %. Насчитывалось 2395 домохозяйств.

## Транспорт
Через город проходит национальная автотрасса 41.